# Andrej Sinjak
Andrej Sinjak (belarussisch Андрэй Сіняк; * 28. April 1972 in Minsk) ist ein belarussischer Handballtrainer und ehemaliger Handballspieler. Er ist 1,91 Meter groß. Andrej Sinjak ist verheiratet mit Irina und hat eine Tochter namens Veronika.
Sinjak wurde überwiegend als Rückraummitte eingesetzt; er konnte aber auch auf Linksaußen spielen.

## Karriere
Andrej Sinjak begann mit dem Handballspiel bei SKA Minsk in seiner Heimatstadt. Dort debütierte er unter Trainer Juri Schewzow 1992 in der ersten belarussischen Liga. Im selben Jahr zog er mit Minsk ins Finale des EHF-Pokals ein, unterlag dort aber der SG Wallau/Massenheim. 1996 folgte er dem Ruf seines ehemaligen Trainers Schewzow, der inzwischen den deutschen Verein TBV Lemgo trainierte, und wechselte in die 1. Handball-Bundesliga. Mit Lemgo gewann er 1997 die deutsche Meisterschaft, den DHB-Pokal und den DHB-Supercup sowie 1999 erneut den DHB-Supercup. Als Trainer Schewzow 2001 den Verein verließ, verabschiedete sich auch Sinjak und ging zum Absteiger TuS N-Lübbecke. In der Saison 2001/02 stieg Lübbecke sofort wieder auf, worauf Sinjak zum HSV Hamburg ging. Mit den Elbestädtern zog er 2004 ins Finale des DHB-Pokals ein und gewann den DHB-Supercup, war aber hinter Guillaume Gille meist nur als zweite Wahl auf seiner Position. 2005 folgte er erneut dem Ruf seines früheren Trainers Schewzow, diesmal zum Aufsteiger SG Kronau/Östringen. Auch hier zog er 2006 und 2007 ins Finale des DHB-Pokals ein, war aber die meiste Zeit über verletzt und letztendlich hinter Oleg Velyky und Michael Haaß sogar nur dritte Wahl. 2007 nun wechselte er zum Aufsteiger TUSEM Essen, wo er sich am Anfang der Saison im Training eine Schulterluxation zuzog und deshalb erneut längere Zeit ausfiel. Am 10. Oktober 2008 gab TUSEM Essen die Vertragsauflösung mit Sinjak bekannt, der den Wunsch äußerte, wieder näher bei seiner im Raum Mannheim lebenden Familie sein zu wollen. Nachdem er in der Saison 2008/09 für den Zweitligisten Ahlener SG auflief, stand er ab 2009 bei der TSG Haßloch unter Vertrag, zunächst als Spieler, später dann als Trainer. 2013 übernahm er das Traineramt beim Drittligisten TVG Großsachsen, wurde aber im Januar 2014 als Reaktion auf die schlechte Leistung des TVG entlassen.
Andrej Sinjak hat 98 Länderspiele für die belarussische Männer-Handballnationalmannschaft bestritten. Bei der Weltmeisterschaft 1995 belegte er mit Belarus den 9., bei der Europameisterschaft 1994 den 8. Platz.